# Легенды «Ретро FM»
«Леге́нды „Ре́тро FM“» — ежегодный российский международный музыкальный фестиваль в Москве и Санкт-Петербурге, — крупнейший внеэфирный проект, организованный радиостанцией «Ретро FM» и главный фестиваль ретро музыки, который является одним из самых масштабных и лучших постановочных шоу-программ в России. Участники фестиваля — российские и зарубежные популярные исполнители 1970-х, 1980-х, 1990-х и 2000-х годов. Особенностью фестиваля является то, что ежегодно в нём выступают не только действующие, но и воссоединяются распавшиеся музыкальные группы, исполнители в стиле ретро. Показ концертов традиционно идёт на «Первом канале», «РЕН ТВ», «Пятом канале» и на телеканале «78».

Логотип радиостанции Ретро FM

## О фестивале
Фестиваль «Легенды Ретро FM» с 2005 года с большим успехом проходит в Москве, с 2007 — в Санкт-Петербурге. Каждый год шоу собирает сотни тысяч зрителей в московском СК «Олимпийский», питерском «Ледовом дворце». Помимо двух столиц «Легенды Ретро FM» также проходил в Сочи (в 2016 году), в Новосибирске (в 2017 году) и в Екатеринбурге (в 2018 году). По России показ фестиваля Ретро FM по телевидению стал второй по популярности музыкальной программой, лишь немного уступив одному из проектов Первого канала.
За тринадцатилетнюю историю проекта Ретро FM удалось вернуть на сцену сразу несколько культовых западных групп 1970-х, 1980-х, 1990-х и 2000-х — E-Type, Dschinghis Khan, Arabesque, Secret Service, а также многих отечественных легендарных артистов. Специально для участия в московском шоу в 2007 на один день воссоединилась знаменитая в 90-х шведская группа Army Of Lovers, в том же году на «Легендах» состоялось первое большое выступление в России популярной группы Ace of Base. В 2008 году через 25 лет после своего первого приезда в Москву на сцене «Олимпийского» своё лазерное шоу представил французский коллектив Space во главе с Дидье Маруани. На фестивале в 2009 впервые в России спели дуэтом поп-звезды 80-х Сандра и Томас Андерс. В 2015 году специально для фестиваля вновь соединился дуэт Yaki-Da. В этом же году группа Boney M во главе с ведущей солисткой Лиз Митчелл отпраздновали юбилей в рамках о фестиваля «Легенды Ретро FM». В 2016 году впервые выступили на фестивале Натали, Михаил Муромов, группа «Божья коровка», Лариса Черникова и Дмитрий Маликов. В 2017 году самые загадочные и всеми любимые Владимир Маркин, Dana International, Светлана Владимирская, Валерий Сюткин впервые с большим успехом и удовольствием выступили на фестивале.
Онлайн-трансляция концерта ведется на официальном сайте проекта и на интернет-канале «ПИК ТВ». Зрителями концерта ежегодно становятся десятки тысяч поклонников «Ретро FM» из России, стран СНГ, Европы и США.
В 2016 года международный фестиваль «Легенды Ретро FM» с огромным успехом отгремел в Сочи. Впервые фестиваль прошёл летом в южной столице России под куполом ДС «Большой» в Олимпийском парке. Летний позитив получили все гости главного курорта России, которые выиграли билеты в прямом эфире «Ретро FM».
А в апреле 2017 года уже в Новосибирске фестиваль «Легенды Ретро FM» прошёл с большим размахом в ЛДС «Сибирь» под девизом: «„Легенды Ретро FM“ шагают по стране!». На супершоу присутствовали не только коренные жители столицы Сибири, но и гости из Барнаула, Томска, Кемерово, Старого Оскола, Белгорода, Бийска, Абакана.

## Награды фестиваля
Международный музыкальный фестиваль «Легенды Ретро FM» — обладатель почетной премии «EFFIE», неоднократный победитель премии «Радиомания» (в 2005, 2009, 2014, 2015, 2016, 2017 г.г). С 2014 года фестиваль официально считается одним из самых грандиозных постановочных шоу-программ в России и главным фестивалем ретро-музыки.

## Организаторы
- Автор идеи и генеральный продюсер фестиваля — Владимир Иваненко (с 2005 года)
- Европейская медиагруппа, радиостанция Ретро FM
- Международная техническая поддержка «Euroshow»

## Ведущие
Ведущие в Москве:

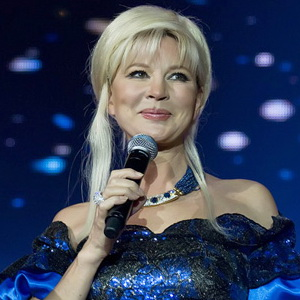
Ведущая фестиваля Татьяна Веденеева в 2009 году

- 2005 г. — Юрий Николаев и Татьяна Годунова
- 2006 г. — Роман Емельянов и Татьяна Веденеева
- 2007 г. — Александр Цекало и Татьяна Веденеева
- 2008 г. — Александр Минаев и Татьяна Веденеева
- 2009—2019 г.г. (кроме 2010 г.) — Дмитрий Харатьян и Татьяна Веденеева
- 2010 г. — Сергей Жигунов и Лариса Вербицкая
- 2023—2024 г.г. — Александр Светлов и Татьяна Веденеева

Ведущие в Санкт-Петербурге:
- 2007 г. — Александр Цекало и Татьяна Веденеева
- 2009 г. — Александр Минаев и Татьяна Веденеева
- 2010—2016 г.г. (кроме 2011 г.) — Иван Соловьев и Яна Ветрова
- 2017—2019 г.г. — Иван Соловьев и Татьяна Годунова
- 2023—2024 г.г. — Александр Светлов и Рита Субботина

Ведущие в Сочи
- 2016 г. — Иван Соловьев и Яна Ветрова

Ведущие в Новосибирске
- 2017 г. — Иван Соловьев и Анна Пирогова

#### Ведущие в Екатеринбурге
- 2018 г. — Иван Соловьев и Татьяна Годунова

## История фестиваля

### 2005 год
17 декабря 2005 года в СК «Олимпийский» состоялся первый концерт «Легенды Ретро FМ». Впервые и только на один вечер воссоединились культовые отечественные и зарубежные группы, в их числе — знаменитая группа «Dschinghis Khan», распавшаяся в 1985 году.

Среди участников были группы Мираж, Браво, Комбинация, Технология. Сольно выступили Юрий Шатунов, Жанна Агузарова и экс-солист группы «Форум» Виктор Салтыков.
Дата выхода в эфир: 13 января 2006 года (Первый канал).
1. Комбинация — Бухгалтер, Вишнёвая девятка, American Boy

2. Электроклуб — Кони в яблоках, Схожу с ума, Ты замуж за него не выходи

3. Технология — Полчаса, Странные танцы, Нажми на кнопку

4. Золотые голоса группы Мираж — Звёзды нас ждут, Наступает ночь, Я снова вижу тебя, Музыка нас связала

5. Ласковый май — Старый лес, Белые розы, Лето, Детство, Седая ночь

6. Браво — Жёлтые ботинки, Будь со мной, Старый отель, Ленинградский рок-н-ролл

7. Dschinghis Khan — Moskau, Samurai, Israel Israel, Rocking Son Of Dschinghis Khan, Komm Doch Heim, China Boy, Handschi Halef Omar, Der Verrater, Pass Auf Der Drache Kommt, Dschinghis Khan, Moskau

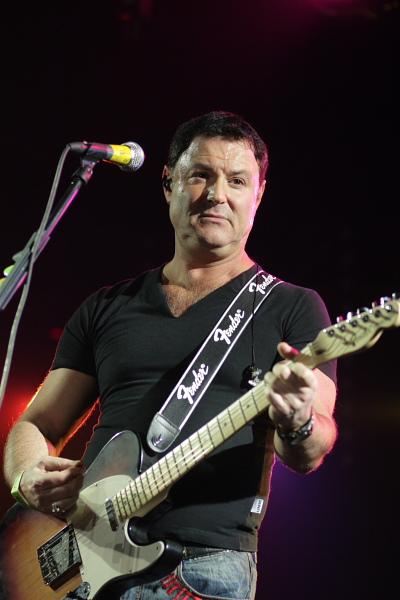
Максим Леонидов в составе группы «Секрет»

### 2006 год
16 декабря 2006 года, на втором концерте «Легенды Ретро FМ» состоялось сенсационное возрождение европейских поп-групп «Arabesque» и «Secret Service». Это было их первое выступление в России.

Из советско-российских звезд участниками фестиваля стали Игорь Николаев и Наташа Королёва, группы «Круиз», «Альфа», «Круг», «Секрет», «Ялла» и многие другие. В состав группы «Круг» на один вечер вернулся Игорь Саруханов.
Дата выхода в эфир: 31 декабря 2006 года (Первый канал).
1. И.Николаев и Н.Королёва — «Дельфин и русалка», «Такси, Такси». 

2. Ялла — Чайхана, Канатоходцы, Шахрисабз, Последняя поэма, Три колодца (Уч кудук). 

3. Бит квартет Секрет — Я Люблю Буги-Вуги, Именины у Кристины, Моя любовь на пятом этаже, Алиса, Привет, Ничего не исчезает. 

4. Альфа — Моя мечта, Театр, Я московский озорной гуляка. 

5. Secret Service — Flash in thenight, L.A. Goodbye, Cry softly, O Suzie, Ten o’clock postman. 

6. Круг — Каракум, Позади крутой поворот, Круг друзей. 

7. Круиз — Красота, Как скучно жить без светлой сказки, Что поделаешь, работа, Крутится волчок. 

8. Arabesque — Hello, Mr. Monkey, Once in a blue moon, Born to reggae, In for a penny, in for a pound, Midnight dancer. 

9. Юрий Шатунов — Белые розы, Лето, Розовый вечер, Детство, Седая ночь. 

### 2007 год
15 декабря 2007 года, на третьем ежегодном фестивале «Легенды Ретро ФМ» состоялось первое, после трехлетнего перерыва, выступление «Ace of Base», была воссоединен ансамбль песни и пляски,позже группа «Army of Lovers», снова спели дуэтом Олег и Родион Газмановы.

Впервые в России выступила польская дива Марыля Родович, собрав в зале невообразимый ажиотаж. Также в фестивале принимали участие Ольга Зарубина, Андрей Державин, Сергей Никитин и Жанна Рождественская.
- Специальной гостьей события стала София Ротару.

Дата выхода в эфир: 1 января 2008 года (Первый канал).
1. Ольга Зарубина — Ты приехал, Заговорные слова, На теплоходе музыка играет

2. Андрей Державин — Песня про брата, Чужая свадьба, Журавли, Не плачь, Алиса

3. Жанна Рождественская — Гадалка, Позвони мне позвони

4. Олег & Родион Газмановы — Танцуй пока молодой, Регги, Люси

5. Марыля Родович — Ожившая кукла, Сядь в любой поезд, Кони привередливые, Kolorowe Jarmarki

6. Сергей Никитин — Я спросил у Ясеня, Если у вас нету тёти

7. Ace of Base — Happy Nation, The Sign, Don’t Turn Around, Beautiful Life, All That She Wants

8. София Ротару — Только Этого мало, Меланколие, Лаванда, Хуторянка

9. Army of Lovers — Crucified, La Plage De Saint Tropez, Lit De Parade, Israelism, Sexual Revolution

#### Санкт-Петербург
В 2007 году фестиваль впервые прошёл в Санкт-Петербурге. Участниками стали Наталья Варлей, Михаил Боярский, группы Комбинация, ЯЛЛА, Альфа, Мираж, бит-квартет Секрет, Виктор Салтыков и Сергей Рогожин.
- Зарубежными специальными гостями мероприятия были группы Dschinghis Khan и Arabesque.

Дата выхода в эфир: 15 января 2011 года (Пятый канал).
1. Наталья Варлей — Песенка о медведях

2. Михаил Боярский — Песня мушкетёров

3. Комбинация — American Boy, Вишневая девятка, Бухгалтер

4. Альфа — Звезды нам светят, Московский озорной гуляка

5. Ялла — Чайхана, Шахрисабз, Последняя поэма, Учкудук

6. Виктор Салтыков — Островок

7. Сергей Рогожин — Летняя зима

8. Мираж — Наступает ночь, Звёзды нас ждут, Я снова вижу тебя, Музыка нас связала

9. Arabesque — Rock Me After Midnight, Once In A Blue Moon, Born To Reggae, In For A Penny, in For A Pound, Midnight Dancer

10. Секрет — Буги-Вуги, Именины у Кристины, Моя любовь на пятом этаже, Алиса, Привет, Ничего не исчезает

11. Dschinghis Khan — Moskau; Israel, Israel; Samurai; Rocking Son Of Dschinghis Khan; China Boy; Hadschi Halef Omar; Dschinghis Khan

### 2008 год
8 ноября 2008 года, на четвёртом ежегодном фестивале «Легенды Ретро FМ» впервые в России выступил сын Джо Дассена, Джуллиан Дассен, исполнив песни «Et si tu n’existais pas», «Taka-Takata» и «Salut» дуэтом с фонограммой его отца. Также хедлайнерами шоу стала французская группа «Space».
Среди русскоязычных исполнителей на фестивале участвовали Валерий Леонтьев, Лайма Вайкуле, Валентина Легкоступова, Павел Смеян, Игорь Корнелюк, ВИА «Верасы», группа «ЛЮБЭ», Влад Сташевский и Ирина Понаровская. Специальным гостем фестиваля был Юрий Антонов.
Дата выхода в эфир: 30 апреля 2009 года (Первый канал).
1. Валентина Легкоступова — Капля в море, Ищу тебя, Ягода малина

2. Верасы — Малиновка, Белый снег, Феличита

3. Игорь Корнелюк — Дожди, Билет на балет, Город, которого нет

4. Павел Смеян — 33 коровы, Непогода

5. Ирина Понаровская — Женщина всегда права, Рябиновые бусы, Знаю, любил

6. Влад Сташевский — Позови меня в ночи, Сеньорита Наташка

7. Space — Magic Fly, Just Blue, Souvenir from Rio, Symphony

8. Лайма Вайкуле — Ещё не вечер, Чарли

9. Валерий Леонтьев — Вернисаж (feat. Лайма Вайкуле), Пароходы, Зелёный свет

10. ЛЮБЭ — Дорога, Батька Махно, Ребята с нашего двора, Атас

11. Julien Dassin — Et si tu n’existais pas, Siffler sur a la colline, Salut

12. Юрий Антонов — Не забывай, Золотая лестница, Море, Лунная дорожка, Я вспоминаю

#### Санкт-Петербург
В 2008 году в Санкт-Петербурге по техническим причинам фестиваль не проводился.

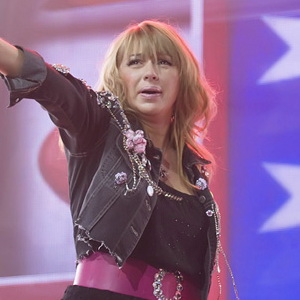
Алена Апина на фестивале в 2009 году

### 2009 год
4 ноября 2009 года состоялся пятый юбилейный фестиваль «Легенды Ретро FM». Воссоединенными группами стали: группа «Комбинация» в составе Алены Апиной и Татьяны Ивановой, группы «Восток», «Электроклуб», «Белый орёл». В качестве зарубежных гостей выступили Томас Андерс, Сандра Крету, Тото Кутуньо и группа «E-Type». Роль специального гостя между собой поделили Юрий Шатунов и Жанна Агузарова.
Также на фестивале в Москве выступили группы «Мираж» и «Технология».
Дата выхода в эфир: 22 января 2010 года (Первый канал).
1. Jimmy Jimmy Jimmy Aaja

2. Комбинация — American Boy, Бухгалтер

3. Электроклуб — Ты замуж за него не выходи, Кони в яблоках

4. Технология — Полчаса, Странные танцы, Нажми на кнопку

5. Мираж — Наступает ночь, Звёзды нас ждут, Музыка нас связала

6. Картина памяти Майкла Джексона — Thriller

7. Восток — Миражи, Снежная Королева, До встречи

8. Белый Орёл — Потому что нельзя быть красивой такой, Как упоительны в России вечера

9. Sandra — Heaven Can Wait / Everlasing Love, In The Heat Of The Night, Maria Magdalena

10. Sandra & Thomas Anders — The Night is still Young

11. Thomas Anders — Atlantis Is Calling, Brother Louie, Cheri, Cheri Lady, You’re My Heart, You’re My Soul

12. София Ротару — Червона рута, Романтика, Было, но прошло, Луна, луна

13. Утрология — Лови волну!

14. Жанна Агузарова — Чудесная страна, Ты, только ты, Ленинградский рок-н-ролл, А снег идёт

15. Юрий Шатунов — Белые розы, Лето, Розовый вечер, Детство, Седая ночь

16. Toto Cutugno — Serenada, Solo Noi, Soli, Donna Donna Mia, L’ete Indien, L’Italiano

17. E-Type — Angels Crying, Calling Your Name, Here I Go Aganin, Russian Lullaby

#### Санкт-Петербург
На фестивале в Санкт-Петербурге выступили Риккардо Фольи, C. C. Catch, Thomas Anders, Сандра Крету, Юрий Шатунов, Ottawan, «Восток», «Мираж», Вадим Казаченко и Жанна Агузарова. Специальным гостем фестиваля стал Валерий Леонтьев.
1. Мираж — Наступает ночь, Звезды нас ждут, Музыка нас связала

2. Вадим Казаченко — Золушка, Больно мне, больно, Прощай навеки

3. Валентина Легкоступова — Капля в море, Ищу тебя, Ягода-Малина

4. Riccardo Fogli — Compagnia, Malinconia, Per Lucia, Stori Di Tutti I Giorni

5. Восток — Миражи, Снежная Королева, Звезды

6. Жанна Агузарова — Чудесная страна, Ты, только ты, Ленинградский рок-н-ролл, А снег идёт

7. Картина памяти Майкла Джексона — Thriller

8. C. C. Catch — Strangers By Night, I Can Lose My Heart Tonight, Heaven And Hell, Soul Survivor

9. Валерий Леонтьев — Бездомная любовь, Там, в сентябре, Маргарита, Светофор

10. Ottawan — Hands Up, Crazy Music, D.I.S.C.O.

11. Юрий Шатунов — Белые розы, Лето, Розовый вечер, Детство, Седая ночь

12. Sandra — Heaven Can Wait, Everlasting love, Maria Magdalena

13. Sandra & Thomas Anders — The Night is still Young

14. Thomas Anders — Atlantis is Calling, Brother Louie, Tenderness, Cheri, Cheri Lady, You’re My Heart, You’re My Soul

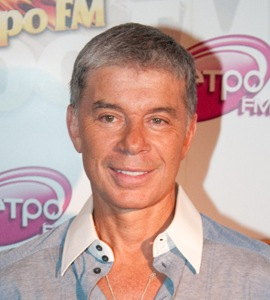
Олег Газманов в 2010 году

### 2010 год
30 октября 2010 года в СК «Олимпийский» состоялся шестой фестиваль «Легенды Ретро FM». Впервые на фестивале приняли участие Haddaway, Dr. Alban, Рома Жуков, Sabrina, Саманта Фокс, Ирина Салтыкова, группы Bad Boys Blue, Boney M, Joy, «Самоцветы» и Татьяна Буланова. Повторил своё триумфальное выступление 2007 года Олег Газманов. Специальным гостем шоу стала Ирина Аллегрова.
Дата выхода в эфир: 4 ноября 2010 года (Первый канал).
1. Роман Жуков — Первый снег, Фея, Я люблю вас девочки

2. Bad Boys Blue — Come back and stay, Pretty young girl, A world without you, You’re A Woman

3. Ирина Салтыкова — Серые глаза, Солнечный друг

4. Haddaway — What about me, What Is Love, I miss you

5. Олег Газманов — Морячка, Единственная, Доля, Эскадрон

6. Samantha Fox — Nothing’s gonna stop me now, I only wanna be with you, Touch Me

7. Joy — Valerie, Japanese Girls, Touch By Touch

8. Татьяна Буланова — Не плачь, Ясный мой свет

9. Dr. Alban — Sing hallelujah!, It’s My Life

10. Sabrina — My Chico, Boys

11. Sabrina & Samantha Fox — Call Me

12. Самоцветы — Мой адрес — Советский Союз, Все, что в жизни есть у меня, Увезу тебя я в тундру

13. Ирина Аллегрова — Свадебные цветы, Странник, Привет, Андрей, Младший лейтенант, Угонщица

14. Boney M — Rasputin, Daddy cool, Bahama Mama, Rivers Of Babylon, Sunny

#### Санкт-Петербург
На фестивале в Санкт-Петербурге выступили София Ротару, Юрий Шатунов, Samantha Fox, Sabrina, Bad Boys Blue, Dr. Alban, Joy, Ирина Салтыкова, ВИА «Верасы», «Самоцветы», группа «Технология», Влад Сташевский и Татьяна Буланова.
1. Joy — Night Of The Nights, Valerie, Japanese Girls, Touch By Touch

2. Ирина Салтыкова — Серые глаза, Солнечный друг

3. Верасы — Малиновка, Белый Снег, Феличита

4. Samantha Fox — Nothing’s Gonna Stop Me Now, I Only Wanna Be With You, Touch Me

5. Технология — Полчаса, Странные танцы, Нажми на кнопку

6. Dr. Alban — Sing Haaleluja, It’s My Life

7. Влад Сташевский — Позови меня в ночи, Синьорита Наташка

8. Самоцветы — Мой адрес — Советский Союз, Все, что в жизни есть у меня, Увезу тебя я в тундру

9. София Ротару — Только этого мало, Хуторянка, Меланколие, Лаванда, Было, но прошло, Луна, луна

10. Bad Boys Blue — Come Back And Stay, Pretty Young Girl, A World Without You, You’re A Woman

11. Юрий Шатунов — Белые розы, Лето, Розовый вечер, Детство, Седая ночь

12. Sabrina — My Chico, Boys

13. Sabrina & Samantha Fox — Call Me

14. Татьяна Буланова — Мой ненаглядный, Ясный Мой свет

### 2011 год
17 декабря 2011 года в СК «Олимпийский» состоялся седьмой фестиваль «Легенды Ретро FM», в котором приняли участие группы «Ottawan», «Eruption», «La Bouche», и такие исполнители, как Алексей Глызин, Bonnie Tyler, а также Chris Norman, Валерий Леонтьев, Юрий Шатунов, Pupo, Любовь Успенская, Анне Вески, Вадим Казаченко, Катя Семёнова и Аида Ведищева.
Дата выхода в эфир: 7 марта 2012 года (Первый канал).
1. «Ottawan» — D.I.S.C.O., Crazy Music, Hands up

2. Вадим Казаченко — Золушка; Прощай навеки, моя любовь; Ах, какая женщина!

3. Анне Вески — Радоваться жизни, Позади крутой поворот

4. Pupo — Burattino Telecomandato, La Notte, Un Amore Grande, Gelato Al Chioccolato

5. Катя Семёнова — Школьница, Подруги замужем давно

6. Chris Norman — I’ll Meet You At Midnight, Stumblin' in, Living Next Door To Alice, Midnight Lady, Needles And Pins

7. Любовь Успенская — Карусель, Пропадаю я

8. Алексей Глызин — Ты не ангел; Не волнуйтесь, тетя; Поздний вечер в Сорренто

9. Валерий Леонтьев — Вероока, Казанова, Полёт на дельтаплане, Маргарита, Ты меня не забывай

10. Bonnie Tyler — It’s A Heartache, Total Eclipse Of The Heart, Have You Ever Seen The Rain, Holding Out For A Hero

11. Юрий Шатунов — Белые розы, Глупые снежинки, Детство, Я откровенен лишь с луною, Седая ночь

12. Аида Ведищева — Песенка о медведях, Лесной олень, Помоги мне

13. «La Bouche» — Sweet Dreams, Be My Lover

14. «Eruption» — I Can’t Stand The Rain, Raising To My Family, Hold On I’m Coming, One Way Ticket

#### Санкт-Петербург
В 2011 году в Санкт-Петербурге по техническим причинам фестиваль не проводился.

### 2012 год
15 декабря в СК «Олимпийский» в Москве состоялся восьмой фестиваль «Легенды Ретро FM». Приняли участие Al Bano, Юрий Антонов, C. С. Catch, Анжелика Варум, Лев Лещенко, Baccara, Corona, Secret Service, Afric Simone, Крис Кельми, Юрий Лоза и Александр Айвазов.

Впервые в России на сцену вышел Gianni Morandi, который выступил в качестве специального гостя мероприятия.
Дата выхода в эфир: 2 января 2013 года (Первый канал), 31 декабря 2014 года & 1 мая 2017 года (Пятый канал).
1. Александр Айвазов — Лилии, Валентинов день

2. Baccara — Cara Mia; Sorry, I’m a Lady; Yes, Sir, I Can Boogie

3. Лев Лещенко — Прощай; До свидания, Москва; Соловьиная роща

4. C. С. Catch — I Can Lose My Heart Tonight, Heaven And Hell, Cause You Are Young, Soul Survivor

5. Al Bano — Prima Notte D’Amore, Liberta, Sharazan, Felicita

6. Мираж — Звёзды нас ждут, Наступает ночь, Музыка нас связала

7. Gianni Morandi — L’aeroplano, Canzoni Stonate, Azurro (feat. Al Bano), Caruso

8. Юрий Антонов — Не забывай, Нет тебя прекрасней, Я вспоминаю, Крыша дома твоего

9. Анжелика Варум — Зимняя вишня, Ля-ля-фа

10. Secret Service — Flash In The Night, Oh Susie, Ten O’Clock Postman

11. Юрий Лоза — Сто часов, Плот

12. Corona — Baby, Baby; Rhythm Of The Night

13. Крис Кельми — Ночное рандеву, Дед Мороз (feat. Домисолька/балет «Тодес»)

14. Afric Simone — Ramaya; Todo Pasara, Maria; Hafanana

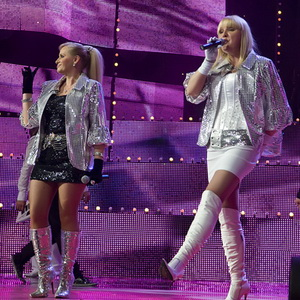
Группа «Мираж»

#### Санкт-Петербург
8 декабря 2012 года в Ледовом дворце в Санкт-Петербурге выступили Boney M, Ирина Аллегрова, C. C. Catch, Наташа Королёва, группа «Мираж», Secret Service, Rednex, Юрий Лоза, группа «Сладкий сон», Игорь Корнелюк, Corona, Максим Леонидов и ВИА «Верасы».
Дата выхода в эфир: 31 декабря 2012 года & 1 мая 2017 года (Пятый канал)
1. Сладкий сон — Снег на розах, На белом покрывале января

2. Secret Service — Flash in the night, L.A. Goodbye, Ten o`clock postman

3. Игорь Корнелюк — Билет на балет, Дожди, Город, которого нет

4. Верасы — Малиновка, Белый снег

5. Rednex — Cotton-Eye Joe, Wish You Are Here

6. Ирина Аллегрова — Свадебные цветы, Транзитный пассажир, Угонщица, Привет, Андрей!

7. Corona — Baby, Baby; The Rhythm Of The Night

8. Юрий Лоза — Если умолкли, Плот

9. Наташа Королева — Синие лебеди, Первый поцелуй, Жёлтые тюльпаны

10. C. С. Catch — I Can Lose My Heart Tonight' 98, Heaven And Hell, Are You Man Enough, Short Megamix '98

11. Мираж — Я больше не прошу, Солнечное лето, Я снова вижу тебя, Музыка нас связала

12. Boney M — Rasputin, Daddy Cool, Bahama Mama, Rivers Of Babylon, Sunny

13. Максим Леонидов — Привет, Девочка-видение, Не дай ему уйти, Я люблю буги-вуги

### 2013 год
14 декабря в СК «Олимпийский» в Москве состоялся девятый фестиваль «Легенды Ретро FM». В шоу приняли участие Ricchi e Poveri, Londonbeat, Bad Boys Blue, Алёна Апина, Влад Сташевский, Юрий Шатунов, Army of Lovers, Chilly, Rednex, Марина Хлебникова, Михаил Боярский, Samantha Fox, Riccardo Fogli, Самоцветы, Верасы, Лев Лещенко, Лариса Долина и некоторые другие звёзды. Специальным гостем фестиваля стал популярный советско-эстонский певец Тынис Мяги, впервые выступивший в Москве в период современной России.
Дата выхода в эфир: 5 января 2014 года (Первый канал).
1. Лариса Долина — Темп

2. Лев Лещенко — До свидания, Москва

3. Алёна Апина — Ксюша, Лёха, Электричка

4. Bad Boys Blue — Come Back And Stay, I Wanna Hear Your Heartbeat, Gimme Gimme Your Lovin, You‘re A Woman

5. Верасы — Малиновка, Белый снег

6. Chilly — For Your Love Suite, Simply A Love Song, We Are The Popkings

7. Юрий Шатунов — Белые розы, Лето, Вечер холодной зимы, Седая ночь

8. Samantha Fox — I Surrender, I Only Wanna Be With You, Touch Me, La Isla Bonita

9. Тынис Мяги — Детектив, Дворик, Я не умею танцевать, Остановите музыку

10. Londonbeat — Where Are You, I’ve Been Thinking About You, You Bring On The Sun

11. Михаил Боярский — Песня мушкетеров, Дрессировщик, Зеленоглазое такси, Новый Год

12. Riccardo Fogli — Malinconia, Compagnia, Per Lucia, Storie Di Tutti i Giorni

13. Марина Хлебникова — Чашка кофею, Дожди

14. Army Of Lovers — Crucified, King Midas, Obsession, Israelism, Sexual Revolution

15. Влад Сташевский — Вечерочки-вечерки, Любовь здесь больше не живёт

16. Самоцветы — Мой адрес — Советский Союз, Синий иней, Все, что в жизни есть у меня

17. Rednex — Cotton-Eye Joe, Wish You Are Here

18. Ricchi E Poveri — Sarà Perché Ti Amo, Come Vorrei, Made In Italy, Voulez-Vous Dancer, Mamma Maria

#### Санкт-Петербург
7 декабря 2013 года в Ледовом дворце в Санкт-Петербурге выступили Ricchi e Poveri, Олег Газманов, группы Bad Boys Blue и Ottawan, Саманта Фокс, Рома Жуков, Алёна Апина, Марина Хлебникова, группа «Самоцветы», Londonbeat, Fancy и другие суперзвёзды.
Дата выхода в эфир: 1 января 2014 года & 1 мая 2017 года (Пятый канал)
1. Роман Жуков — Первый снег, Фея, Я люблю Вас, девочки

2. Ottawan — D.I.S.C.O., Hands Up, To Be A Superman

3. Самоцветы — Всё, что в жизни есть у меня, Кто тебе сказал?, Не надо печалиться

4. Bad Boys Blue — Come Back And Stay, Pretty Young Girl, A World Without You, You’re A Woman

5. Олег Газманов — Белый снег, Эскадрон, Доля, Единственная, Морячка

6. Марина Хлебникова — Полоска взлётна, Дожди

7. Samantha Fox — Gonna Stop Me Now, I Only Wanna Be With You, True devotion, Touch Me

8. Londonbeat — Where Are You, I’ve Been Thinking About You

9. Алёна Апина — Семечек стакан, Узелки, Электричка

10. Fancy — Slice Me Nice, Flames of Love, Bolero

11. Ricchi e Poveri — Sarà Perché Ti Amo, Cosa Sei, Dan Dan, Acapulco, Mamma Maria

### 2014 год
13 декабря 2014 года в СК «Олимпийский» в Москве состоялся десятый, юбилейный фестиваль «Легенды Ретро FM». По случаю юбилейной даты создатели решили пригласить исполнителей, которые уже выступали на шоу в предыдущие годы. В списке зарубежных участников были заявлены Dschinghis Khan, Arabesque, Secret Service, Sandra, Ottawan, Joy, Pupo, Haddaway и Jenny Berggren. Отечественными гостями шоу стали Юрий Шатунов, Валерий Леонтьев, группа «Мираж», Татьяна Овсиенко, Олег и Родион Газмановы, Андрей Державин и некоторые другие артисты. В качестве специального гостя фестиваля выступил певец и композитор Юрий Антонов.
Дата выхода в эфир: 8 марта 2015 года (Первый канал).
1. Joy — Night Of The Nights, Touch By Touch, Japanese Girls, Retro FM (Live)

2. Мираж — Я больше не прошу, Солнечное лето, Музыка нас связала

3. Secret Service — Flash In The Night, L.A. Goodbye, Ten O’Clock Postman (Live)

4. Татьяна Овсиенко — За розовым морем, Школьная пора, Попурри

5. Pupo — Cieli Azzurri, Lo Devo Solo A Te, Gelato Al Cioccolato

6. Олег и Родион Газмановы — Люси, Танцуй пока молодой, Белый снег

7. Юрий Шатунов — Белые розы, Детство, Седая ночь

8. Sandra — Stop For A Minute, Secret Land, Everlasting Love, Maria Magdalena

9. Валерий Леонтьев — Дельтаплан, Исчезли солнечные дни, Девять хризантем, Маргарита

10. Haddaway — Life, What Is Love (Live)

11. Андрей Державин — Катя-Катерина; Та, которая уходит в дождь; Не плачь, Алиса

12. Jenny Berggren — Happy Nation, The Sign, All That She Wants, Beautiful Life (Live)

13. Юрий Антонов — Море, На высоком берегу, Я вспоминаю, Не забывай

14. Dschinghis Khan — Dschinghis Khan, Hadschi Halef Omar, Rocking Son Of Dschinghis Khan, Moskau

15. Arabesque — Rock Me After Midnight, In The Heat Of A Disco Night, Midnight Dancer

16. Ottawan — Hands Up, Superman, D.I.S.C.O.

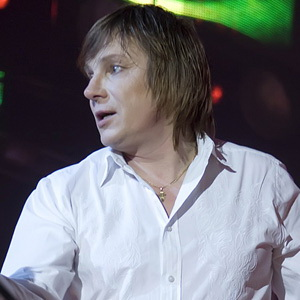
Виктор Салтыков на «Легендах Ретро FM»

#### Санкт-Петербург
20 декабря 2014 года на десятом, юбилейном фестивале в Ледовом дворце Санкт-Петербурга выступили C.C. Catch, Dschinghis Khan, Pupo, Afric Simone, Joy, Dr. Alban, Андрей Державин, Лада Дэнс, Вадим Казаченко, Анне Вески, Виктор Салтыков, ВИА «Поющие гитары» и другие артисты. Специальным гостем фестиваля уже во второй раз стал певец и музыкант Валерий Леонтьев.
Дата выхода в эфир: 1 января 2015 года, 8 марта & 1 мая 2017 года (Пятый канал)
1. Поющие гитары — Люди встречаются, Если любишь ты, Синий Иней

2. Валерий Леонтьев — Полет на Дельтаплане, Кабаре, Бездомная любовь, Зелёный свет

3. Joy — Night Of The, Nights Valerie, Hello, Touch By Touch

4. C.C. Catch — House Of Mystic Lights, Heaven And Hell, Jump In My Car, Soul Survivor

5. Вадим Казаченко — На летящем коне, Больно Мне, Больно, Ах, какая женщина, Благослови

6. Dr. Alban — Sing Hallelujah!, Let The Beat Go On, It’s my life

7. Андрей Державин — Песня про Брата, Когда Ты Уйдешь, Чужая свадьба, Не плачь Алиса

8. Лада Дэнс — Аромат любви, Жить нужно в кайф, Oдин лишь раз, Девочка ночь

9. Pupo — Burattino telecomandato, La Notte, Su di Noi, Gelato Al Cioccolato

10. Анне Вески — Позади крутой поворот, Кто Тебе Сказал, Пора Домой

11. Dschinghis Khan — Dschinghis Khan, Israel, Israel, Samurai, Moskau

12. Виктор Салтыков — Белая Ночь, Улетели Листья, Кони в яблоках

13. Afric Simone — Todo Pasara, Maria, Shaka, Hafanana

### 2015 год
12 декабря 2015 года в Москве снова состоялся фестиваль «Легенды Ретро FM». Участниками стали Boney M, Анне Вески, C.С. Catch, Ricchi e Poveri, Fancy, Лада Дэнс, Лайма Вайкуле, Gibson Brothers, Наташа Королева, Gilla, Lou Bega, Вадим Казаченко, IN-Grid, Евгений Осин и другие. Специальным гостем стала группа Yaki-da.
Дата выхода в эфир: 10 июня 2016 года (Первый канал).
1. Наталья Гулькина — Дискотека, Айвенго

2. Лайма Вайкуле — Я вышла на Пикадилли, Листья жёлтые

3. Fancy — Bolero, Flames Of Love

4. Виктор Салтыков — Кони в яблоках, Улетели листья

5. Наташа Королева — Синие лебеди, Жёлтые тюльпаны

6. Boney M — Sunny, Brown Girl In The Ring, Gotta Go Home, Rasputin

7. Вадим Казаченко — Больно мне, больно, Ах, какая женщина!

8. C.C. Catch — House Of Mystic Lights, Heaven And Hell, Jump In My Car, Soul Survivor

9. Lou Bega — I Got a Girl, Mambo № 5, Sunshine Reggae

10. Gilla — Johnny, Tom Cat

11. Евгений Осин — Плачет девушка в автомате, Не верю, Качка

12. Ricchi e Poveri — Sarà Perché Ti Amo, Cosa Sei, Ciao Italy, Ciao Amore, Mamma Maria

13. Yaki-da — I Saw You Dancing, Pride Of Africa

14. Сергей Беликов — Деревня, Радуга

15. IN-Grid — In Tango, Tu Es Fortu

16. Лада Дэнс — Аромат любви, Девочка-ночь (remix 2014)

17. Gibson Brothers — Cuba, Que Sera Mi Vida

18. Анне Вески — Праздник снегопада, Позади крутой поворот

#### Санкт-Петербург
19 декабря 2015 года фестиваль также прошёл и в Ледовом дворце Санкт-Петербурга. Участниками стали Sandra, Юрий Шатунов, Ottawan, Вадим Казаченко, Riccardo Fogli, Baccara, Наталья Гулькина, ВИА Верасы, Bad Boys Blue, E-Type, Игорь Николаев, Технология и другие. Специальным гостем фестиваля стал Юрий Антонов.
Дата выхода в эфир: 1 января 2016 года, 8 марта & 1 мая 2017 года (Пятый канал).
1. Bad Boys Blue — Come Back And Stay, I Wanna Hear Your Heartbeat, Pretty Young Girl, You’re A Woman

2. Наталья Гулькина — Айвенго, Дискотека

3. Riccardo Fogli — Malinconia, Per Lucia 

4. Riccardo Fogli & Вадим Казаченко — Storie di tutti i giorni 

5. Вадим Казаченко — Золушка, Июльский вечер 

6. Baccara — Sorry, I am A Lady, Cara Mia, Yes, Sir I Can Boogie

7. Юрий Шатунов — Белые розы, Седая ночь, Глупые снежинки, Лето 

8. ВИА Верасы — Я у бабушки живу, Малиновка

9. Ottawan — Hands Up, Shalala Song, D.I.S.C.O.

10. Юрий Антонов — Если любишь ты, Дорога к морю, Я вспоминаю 

11. Sandra — In The Heat Of The Night , Secret Land, Everlasting Love, Maria Magdalena 

12. Игорь Николаев — Выпьем за любовь, Комарово, Незнакомка 

13. Технология — Сигнал, Странные танцы, Нажми на кнопку 

14. E-Type — Angels Crying, Here I Go Again, I Just Wanna Be With You, Russian Lullaby

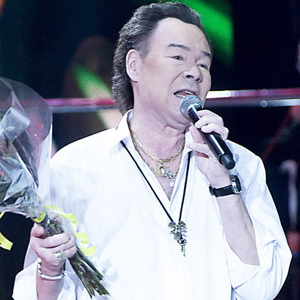
Участник фестиваля в 2016 году — Михаил Муромов

### 2016 год
10 декабря 2016 года в Москве состоялся очередной ежегодный фестиваль «Легенды Ретро FM». На одной сцене собрались Army of Lovers, Дмитрий Маликов, Татьяна Буланова, Eruption, Игорь Корнелюк, Afric Simone, ВИА Верасы, Arabesque, ВИА Самоцветы, Игорь Николаев, F.R David, Михаил Муромов, Лариса Черникова, группа Божья Коровка, Натали и другие.
Дата выхода в эфир: 1 января 2017 года (Первый канал).
1. Божья Коровка — Друзья-товарищи, Гранитный камешек

2. Afric Simone — Todo Pasara, Maria, Hafanana

3. Верасы — Я у бабушки живу, Малиновка

4. Игорь Корнелюк — Пора домой, Дожди, Город, которого нет

5. F.R.David — Pick Up The Phone, Girl, Words

6. Таня Буланова — Ясный мой свет, Карта

7. Дмитрий Маликов — Нет, ты не для меня, Кто тебе сказал, Сторона родная, До завтра

8. Army Of Lovers — Let The Sunshine In, Lit De Parade, Israelism, Crucified, Sexual Revolution

9. Михаил Муромов — Ариадна, Яблоки на снегу

10. Натали — Облака, Ветер с моря дул

11. Игорь Николаев — Такси, такси, Выпьем за любовь

12. Arabesque — Once In a Blue Moon, Friday Night, Midnight Dancer

13. Самоцветы — Не надо печалиться, Люди встречаются, Все, что в жизни есть у меня

14. Лариса Черникова — Тайна, Влюбленный самолёт

15. Eruption — Hold On, I m Coming, We Are On The Race Track, One Way Ticket

#### Санкт-Петербург
17 декабря 2016 года фестиваль также прошёл и в Ледовом дворце Санкт-Петербурга. В Северной Столице выступили Samantha Fox, Eruption, Игорь Корнелюк, Arabesque, Татьяна Овсиенко, Михаил Боярский, Secret Service, Ace of Base, F.R David, ВИА Самоцветы и другие суперзвёзды.
Дата выхода в эфир: 1 января & 8 марта 2017 года (Пятый канал).
1. Игорь Корнелюк — Будем танцевать, Дожди, Город, которого нет

2. Eruption — Hold On, I m Coming, I Can’t Stand The Rain, One Way Ticket

3. Самоцветы — Мой адрес — Советский Союз, Листья желтые, Все, что в жизни есть у меня

4. Татьяна Овсиенко — За розовым морем, Дальнобойщик, Попурри

5. Samantha Fox — Nothing’s Gonna Stop Me Now, I Only Wanna Be With You, Touch Me

6. Secret Service — Flash in the night, Oh, Susie, Ten o`clock postman 

7. Таня Буланова — Мой ненаглядный, Старшая сестра

8. Ace of Bace / Jenny Berggren — Happy Nation, All That She Wants, Gimme Gimme Gimme (A Man After Midnight), Hung Up, Beautiful Life 

9. F.R.David — Words, Pick Up The Phone

10. F.R.David & Михаил Боярский — Зеленоглазое такси 

11. Михаил Боярский — Песня Мушкетёров, Большая Медведица 

12. Arabesque — Rock me, Hello Mr. Monkey, Midnight Dancer

13. Arabesque & Михаил Боярский — Приходит Новый Год 

#### Сочи
19 августа на сцене дворца спорта «Большой» в Олимпийском парке в Сочи состоялся международный музыкальный фестиваль «Легенды Ретро FM». На сцене выступили Bad Boys Blue, Игорь Николаев, Arabesque, Виктор Салтыков, Dr. Alban, Вадим Казаченко, Baccara, Ace of Base и другие.
1. Виктор Салтыков — Кони в яблоках, Белая ночь, Островок, Берега любви (feat. Татьяна Овсиенко)

2. Arabesque — Rock Me After Midnight, In For A Penny In For A Pound, Midnight Dancer

3. Вадим Казаченко — Больно мне, больно, Желтые розы, Ах, какая женщина!, Life Is Life 

4. Baccara — Sorry, I am A Lady, Cara Mia, Yes, Sir I Can Boogie

5. Игорь Николаев — Такси, такси, Выпьем за любовь 

6. Bad Boys Blue — Come Back And Stay, Gimme Gimme Your Lovin, Pretty Young Girl, You’re A Woman

7. Татьяна Овсиенко — За розовым морем, Школьная пора, Попурри

8. Dr. Alban — Sing Hallelujah!, Let The Beat Go On, It’s My Life

9. Ace of Bace / Jenny Berggren — Happy Nation, The Sign, All That She Wants, Beautiful Life 

### 2017 год
Ежегодный фестиваль «Легенды Ретро FM» состоялся в Москве 9 декабря. Thomas Anders, Юрий Шатунов, Sandra, Олег Газманов, Baccara, Леонид Агутин, Riccardo Fogli, Александр Иванов и группа «Рондо», «Валерий Сюткин, Dr. Alban и другие звёзды подарили всем отличное праздничное настроение в СК Олимпийский».
Дата выхода в эфир: 29 декабря 2018 года (Первый канал).
1. Сладкий сон — На белом покрывале января, Снег на розах

2. Baccara — Cara Mia, Darling, Parlez-vous Francais?

3. Валерий Сюткин — Любите, девушки, Московский бит, 7000 над землёй, Чёрный кот

4. Sandra — Maria Magdalena, Everlasting Love, MEDLEY (Innocent love, Around my heart, Hi, hi, hi)

5. Юрий Шатунов — Белые розы, Лето, Детство, Седая ночь

6. Татьяна Овсиенко — Колечко, Капитан

7. Riccardo Fogli — Malinconia, Per Lucia, Storie Di Tutti i Giorni

8. Светлана Владимирская — Дави на газ, Мальчик мой

9. Владимир Маркин — Сиреневый туман, Я готов целовать песок

10. Dana International — Diva, Free

11. Олег Газманов — Морячка, Единственная, Эскадрон

12. Лариса Долина — Льдинка, 3 белых коня

13. Thomas Anders — Cheri, Cheri Lady, Brother Louie, You Can Win If You Want, You’re My Heart, You’re My Soul

14. Валентина Легкоступова — Ягода малина, С любовью встретиться

15. Dr. Alban — Sing Hallelujah!, Let The Beat Go On, It’s my life

#### Санкт-Петербург
Супершоу также прошло и в городе на Неве 16 декабря. Лучшие звёзды трёх десятилетий подарили свои золотые хиты в Ледовом дворце.
C.C.Catch, Юрий Шатунов, Baccara, Dana International, Игорь Корнелюк, Михаил Муромов, Виктор Салтыков, Татьяна Буланова, Поющие гитары.
Дата выхода в эфир: 1 января 2018 года (Телеканал 78)
1. Игорь Корнелюк — Пора домой, Билет на балет, Город, которого нет

2. Baccara — Cara mia, Darling, Yes, sir, i can boogie

3. Поющие гитары — Люди встречаются, Песенка велосипедистов, Синяя песня

4. Татьяна Буланова — Не плачь, Ясный мой свет, Карта

5. Юрий Шатунов — Белые розы, Розовый вечер, Детство, Седая ночь

6. Dana International — Diva, Free

7. Михаил Муромов — Ариадна, Яблоки на снегу

8. C.C.Catch — I can lose my heart tonight, Cause you are young, Soul Survivor, Heaven and hell

9. Виктор Салтыков — Белая ночь, Островок, Кони в яблоках

10. «Ottawan» — D.I.S.C.O., Crazy Music, Hands up

#### Новосибирск
22 апреля впервые состоялся фестиваль «Легенды Ретро FM» в Новосибирске. Мероприятие с большим успехом отгремело во дворце спорта «Сибирь». На сцене выступили Наташа Королева, Boney M, Ottawan, Влад Сташевский, Arabesque, Юрий Шатунов, Ace of Base, Вадим Казаченко и другие.
1. Ottawan — D.I.S.C.O., You’re OK, Hands Up

2. Наташа Королёва — Синие лебеди, Дельфин и Русалка, Жёлтые тюльпаны 

3. Arabesque — Hello Mr. Monkey, Midnight Dancer, Rock me,

4. Юрий Шатунов — Белые розы, Лето, Розовый вечер, Детство, Седая ночь 

5. Ace of Bace / Jenny Berggren — Happy Nation, All That She Wants, Give me! Give me! Give me! (remix)

6. Вадим Казаченко — Прощай навеки, последняя любовь, На летящем коне, Больно мне, больно, Жёлтые розы, Ах, какая женщина

7. Boney M — Sunny, Danny Cool, Rasputin, My Backer

8. Влад Сташевский — Любовь здесь больше не живёт, День пpошёл и ночь пpошла…

### 2018 год
8 декабря 2018 года в СК «Олимпийский» состоялся XIV Международный музыкальный фестиваль «Легенды Ретро FM».
1. Дмитрий Харатьян и Домисолька — Мы к вам заехали на час

2. Ottawan — D.I.S.C.O.; Shalala Song; Hands Up

3. Лада Дэнс — Один раз в год сады цветут; Девочка-ночь (remix)

4. Владимир Кузьмин — Я не забуду тебя никогда; Симона; Эй, красотка

5. Arabesque — In for a penny, in for a pound; Zanzibar; Midnight Dancer

6. Кай Метов — Вспомни меня; Position 2

7. Юрий Шатунов —  Белые розы; Розовый вечер; Детство; Седая ночь

8. Михаил Боярский — Песня мушкетеров; Сяду в скорый поезд; Приходит новый год

9. C.C. Catch — I Can Lose My Heart Tonight (Rap Version); Strangers By Night; Cause You Are Young; Soul Survivor (Rap Version)

10. Валерий Леонтьев — Дельтаплан; Маргарита; Паромщик; Зеленый свет

11. Валерий Меладзе — Сэра; Актриса; Ночь накануне Рождества

12. Александр Иванов («Рондо») — Моя неласковая Русь; Тоже Является Частью Вселенной; Я буду помнить

13. Комбинация — Russian Girls; Пойдем со мной; Бухгалтер; American boy

14. Santa Esmeralda — Don't Let Me Be Misunderstood; You're My Everything

15. Вадим Казаченко — Жёлтые розы; На летящем коне

16. Joy — Night Of The Nights; Valerie; Touch by Touch

17. ВИА «Самоцветы» — Всё, что в жизни есть у меня; Мы желаем счастья вам

#### Санкт-Петербург
16 декабря фестиваль «Легенды Ретро FM 2018» прошёл в Ледовом дворце Санкт-Петербурга. В концерте приняли участие 8 исполнителей из анонсированных девяти, т.к. немецкий певец Лу Бега не смог приехать из-за отмены авиарейса.
1. Татьяна Буланова — Скажи мне правду, атаман; Нежность; Ясный мой свет

2. Joy — Valerie; Japanese Girls; Hello; Touch by touch

3. Валерий Леонтьев — Казанова; Три минуты; Маргарита; Полет на дельтаплане; Исчезли солнечные дни

4. Sandra — Heaven Can Wait; Everlasting Love; Maria Magdalena; Megamix; Hi, Hi, Hi

5. Игорь Корнелюк — Мало ли; Дожди; Возвращайся; Город, которого нет

6. ВИА «Самоцветы» — Не надо печалиться; Синий иней; Всё, что в жизни есть у меня

7. Вадим Казаченко —  Жёлтые розы; На летящем коне; Прощай навеки, последняя любовь; Ах, какая женщина

8. Arabesque — Once in a blue mооn; In for a penny, in for a pound; Zanzibar; Midnight Dancer

#### Екатеринбург
Международный музыкальный фестиваль «Легенды Ретро FM» состоялся также и в Екатеринбурге. 9 ноября на сцене концертно-развлекательного комплекса «Уралец» выступили Таня Овсиенко, Afric Simone, Игорь Николаев, Precious Wilson («Eruption»), Валерий Леонтьев, Виктор Салтыков, Sandra, Игорь Корнелюк и Dr. Alban. Его композиция "It’s my life" стала финальной песней концерта.

### 2019 год
14 декабря 2019 года фестиваль «Легенды Ретро FM» состоялся в Москве в «ДС Мегаспорт», поскольку СК «Олимпийский» был закрыт на реконструкцию.
1. Иванушки International — Тучи; Кукла; Тополиный пух

2. Ottawan — Hands up; Superman; D.I.S.C.O.

3. Михаил Шуфутинский — Соло; Третье сентября

4. Secret Service — Flash in the night; Oh, Susie; Ten o’clock postman

5. Dschinghis Khan — Dschinghis Khan; Samurai; Moscau

6. София Ротару — Червона рута; Белая зима; Только этого мало; Было, но прошло; Луна, луна

7. Lou Bega — I got a girl; Tu vuo fa l`americano; Mambo N5

8. Лев Лещенко — Прощай; Ни минуты покоя; Соловьиная роща

9. Наталия Гулькина — Айвенго; Это Китай

10. Lian Ross — Say you’ll never; You’re my heart, you’re my soul

11. Игорь Корнелюк — Мало ли; Билет на балет; Город, которого нет

12. Алиса Мон — Подорожник; Алмаз

13. E-Type — Angels crying; Set the world on fire; I just wanna be with you; Russian lullaby

14. Влад Сташевский — Я не буду тебя больше ждать; Сеньорита Наташка

15. Татьяна Буланова — Белая черемуха; Нежность; Ясный мой свет

#### Санкт-Петербург
21 декабря фестиваль «Легенды Ретро FM 2019» прошёл в Ледовом дворце Санкт-Петербурга.
1. Lou Bega — I got a girl; Vamos a la Playa; Mambo N5

2. Татьяна Буланова — Не плачь; Мой ненаглядный; Мой сон

3. Ottawan — D.I.S.C.O.; Doudou rumba; Hands up

4. Ирина Салтыкова — Серые глаза; Голубые глазки; Солнечный друг

5. Игорь Корнелюк — Будем танцевать; Ходим по Парижу; Город, которого нет

6. Thomas Anders — Cheri cheri lady; Geronimo’s Cadillac; Brother Louie; Jet airliner; You’re my heart, you’re my soul

7. Сладкий сон —  На белом покрывале января; Снег на розах

8. Dschinghis Khan — Rocking son of Dschinghis Khan; Hadschi Halef Omar; Moskau

9. Lian Ross — Say you’ll never; Young forever

10. E-Type — Angels crying; Set the World on fire; Calling your name; Russian lullaby

### 2020—2022 годы
В 2020, 2021 и 2022 годах фестиваль «Легенды Ретро FM» не проводился в связи с пандемией коронавируса. Вместо этого на РЕН ТВ вышел новогодний телемарафон фестиваля.

### 2023 год
25 ноября фестиваль прошёл в Москве на «ВТБ Арене».
1. Joy — Night of the Nights; Valerie; Japanese Girls; Touch by Touch

2. Владимир Пресняков — Зурбаган; Недотрога; Стюардесса по имени Жанна

3. Arabesque — Once In A Blue Moon; Hello, Mr.monkey; In For A Penny, In For A Pound; Midnight Dancer

4. Михаил Шуфутинский — Белые розы; Пальма де Майорка; Марджанджа

5. Gazebo — Dolce Vita; I Like Chopin; Tarzan Boy

6. Маша Распутина — Роза чайная; Ты меня не буди; Ты упал с Луны

7. Fancy —  Bolero; Slice Me Nice; Flames Of Love

8. Самоцветы — Мой адрес - Советский Союз; Синий иней; Всё, что есть у меня

9. Lian Ross — Say you’ll never; You're my heart, You're My Soul 

10. Александр Айвазов — Лилии; Бабочка-луна

11. Рондо — Моя неласковая Русь; Бледный бармен; Боже, какой пустяк

12. Plazma — You’ll Never Meet an Angel; Jump in My Car; Take My Love

13. Дюна — Привет с большого бодуна; Страна Лимония; Воздушный змей

14. Pupo — Cieli Azzurri; Lo Devo Solo A Te;  La Notte; Burattino Telecomandato

#### Санкт-Петербург
26 ноября фестиваль прошёл в Ледовом дворце.
1. Joy — Night of the Nights; Valerie; Japanese Girls; Touch by Touch

2. Марина Хлебникова — Чашка кофею; Полоска; Дожди

3. Игорь Корнелюк — Билет на балет; Дожди; Город, которого нет

4. Lian Ross — Say You`ll Never; You`re My Heart, You`re My Soul

5. Татьяна Буланова — Измена; Ясный мой свет; Мой сон

6. Plazma — You’ll Never Meet an Angel; Jump In My Car; Take My Love

7. Fancy —  Bolero; Slice Me Nice; Flames Of Love

8. Русский размер — Лети; Вот так; Весна

9. Arabesque — In for a Penny, in for a Pound; In the Heat of a Disco Night; Hello, Mr. Monkey; Midnight Dancer 

10. Александр Айвазов — Лилии; Бабочка-луна; Валентинов день

11. Gazebo — Dolce Vita; Like Chopin; Tarzan Boy

12. Дюна — Привет с большого бодуна; Воздушный змей; Страна Лимония

14. Pupo — Cieli Azzurri; Lo Devo Solo A Te;  La Notte; Burattino Telecomandato

### 2024 год
30 ноября фестиваль прошёл в Москве на «ВТБ Арене».
1. Валерий Сюткин — 42 минуты; Семь тысяч над землёй; Чёрный кот

2. Ottawan — D.I.S.C.O.; To be Superman; Shalala song; Hands up

3. Лариса Долина — Льдинка; Ресторан; Погода в доме

4. Александр Буйнов — Эй, друг; Падают листья; Пусть

5. F. R. David — Pick Up the Phone; Girl; Music; Words; Taxi

6. Наталья Сенчукова — Небо №7; Доктор Петров; Не плачьте, девочки

7. Кай Метов — Position №2; Где-то далеко идут дожди; Вспомни меня

8. No Mercy — Missing; Please don't go; Where do you go

9. Лев Лещенко — Ни минуты покоя; Соловьиная роща; Прощай

10. Reflex — В первый раз; Танцы; Сойти с ума; Non stop

11. Baccara — Sorry, I'm a Lady; Cara Mia; Yes Sir, I Can Boogie

12. Русский размер — Лети; Вот так

13. Марина Хлебникова — Чашка кофию; Солнышко моё, вставай; Дожди

14. Mr. President — Up'n away; I give you my heart; I'll follow the sun; Coco Jamboo

#### Санкт-Петербург
29 ноября фестиваль прошёл в Ледовом дворце.
1. Балет Аллы Духовой «Тодес» — Intro

2. Ottawan — D.I.S.C.O.; To Be a Superman; Crazy Music; Shalala Song; Hands Up

3. Вадим Казаченко — Золотая; Белая метелица; Жёлтые розы

4. Игорь Корнелюк — Мало ли; Будем танцевать; Дожди; Город, которого нет

5. Baccara — Cara Mia; Sorry, I'm a Lady; Fantasy Boy; Yes Sir, I Can Boogie

6. Сладкий сон — Снег на розах; На белом покрывале января

7. Лариса Долина — Льдинка; Ресторан; Погода в доме

8. F. R. David — Pick Up the Phone; Girl; Music; Words

9. Reflex — Первый раз; Танцы; Сойти с ума; Нон стоп

10. Самоцветы — Мой адрес — Советский Союз; Синяя песня; Не надо печалиться; Всё, что в жизни есть у меня

11. No Mercy — Missing; Please Don’t Go; Where Do You Go

12. Алиса Мон — Подорожник; Алмаз

13. Mr. President — Up’n Away; I Give You My Heart; I’ll Follow the Sun; Coco Jambo